# Salvador Garmendia
Salvador Garmendia Graterón (Barquisimeto, Lara, Venezuela, 11 de junio de 1928-Caracas, 13 de mayo de 2001) fue un escritor, narrador, cronista, guionista de radio y televisión venezolano. 

## Biografía

### Primeros años (1928-1948)
Salvador Garmendia nace el 11 de junio de 1928 en la ciudad de Barquisimeto, hijo de Dolores Graterón y Ezequiel Garmendia una típica familia provinciana de modestos recursos. En 1934 comienza sus primeros estudios en una escuela dirigida por las hermanas García Sorondo. Por razones económicas no pudo continuar sus estudios y se vio aprendiendo de manera autodidacta. A esto contribuyó la tuberculosis que contrajo en 1940, lo que lo obligó a permanecer en cama por tres años. Durante este tiempo Salvador se dedicó a la lectura y así comenzó su sólida base literaria.

En 1946 publica su primera novela, El parque, editada por Casta J. Riera. A su vez, en esta misma fecha, escribe el prólogo de Cantos iniciales, primer libro de poemas de su amigo Rafael Cadenas. A la edad de veinte, se une al Partido Comunista de Venezuela y publica la revista Tiempo literario, en su ciudad natal, junto a Alberto Anzola, Elio Mujica, Carmen Lucía Tamayo de Sequera e Isbelia Sequera Tamayo. Sus inicios como escritor se plasman igualmente en periódicos locales y el diario El Nacional. Para 1948 toma por residencia en la ciudad de Caracas. 

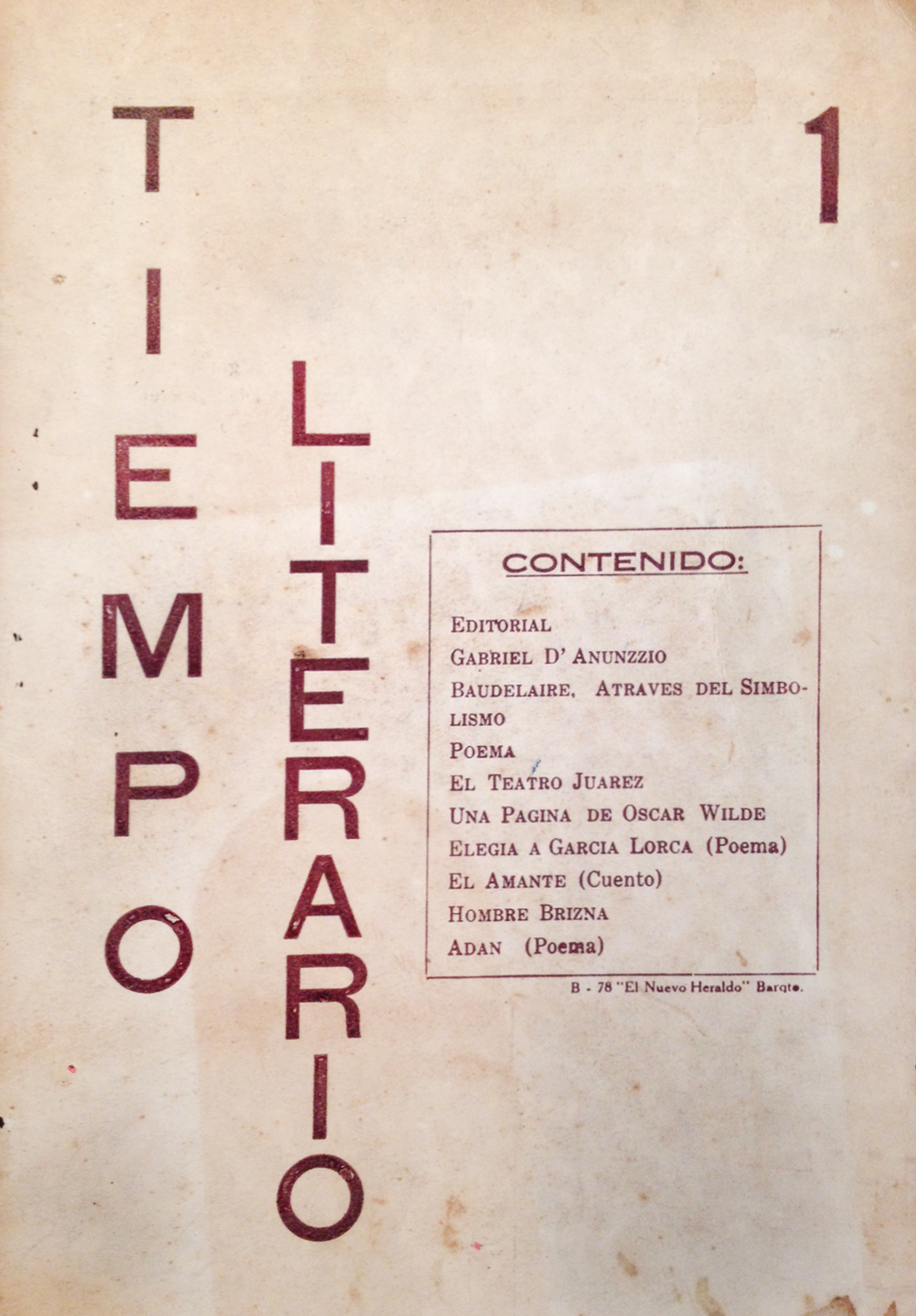
Portada de la revista Tiempo Literario

### Los pequeños seres - Los habitantes, Sardio y El techo de la ballena (1949-1969)
Al año siguiente, Salvador Garmendia obtiene su título como locutor, oficio al cual se dedica hasta 1967. En este período hace adaptaciones para la radio de clásicos como Crimen y castigo, que realiza junto a Lolita Lázaro en Radio Tropical. En 1958 integra el grupo literario Sardio, el cual edita una revista del mismo nombre como manifestación de libertad política, y escribe la radionovela titulada Marcela Campos, la guerrillera de los Llanos, que entrelíneas informaba a los oyentes sobre lo que estaba ocurriendo en la política y sociedad y con la actividad guerrillera. Para 1959 publica su segunda novela, Los pequeños seres, en la editorial Sardio. Con ella gana el Premio Municipal de Prosa.
Durante los años sesenta trabaja en el Departamento de Publicaciones de la Dirección de Cultura de la Universidad Central de Venezuela; forma parte del Comité de Redacción de la revista Papeles del Ateneo de Caracas y se traslada a Mérida como encargado de las publicaciones de la Universidad de Los Andes. Cabe destacar que en 1961 se desintegra el grupo Sardio y se funda El Techo de la Ballena. En estos años publicará las novelas: Los habitantes (1961), Día de ceniza (1963) y La mala vida (1968). Así como su primer libro de cuentos: Doble fondo (1965) y la monografía: La novela en Venezuela (1967). A mediados de la década se edita Los pequeños seres en Montevideo y La Habana, además de Doble fondo en la ciudad de Buenos Aires.

### Consolidación (1970-1979)
El volumen de relatos Difuntos, extraños y volátiles aparece en 1970. El inicio de la nueva década lo recibe escribiendo el guion para el cortometraje Salvador Valero Corredor, un artista del común, realizando también su locución. Salvador Garmendia participa como asesor de la Biblioteca Popular El dorado en Monte Ávila Editores y forma parte de la primera junta directiva del Centro de Estudios Latinoamericanos Rómulo Gallegos. En 1972 publica el libro de cuentos Los escondites, obteniendo el Premio Nacional de Literatura y una beca para estudios y trabajo en Barcelona, España, otorgada por la Universidad de los Andes. En 1973 aparece su novela Los pies de barro, y prologa el libro de cuentos de Arturo Uslar Pietri: Moscas, árboles y hombres. En 1974 publica Memorias de Altagracia, la que se convertirá en una de sus obras más importantes. En 1975 realiza para la televisión la adaptación de Pobre negro, de Rómulo Gallegos. Se desempeña como guionista del cortometraje Los Chimbangueles dirigido por Mauricio Walerstein.
Al año siguiente publica: El Inquieto Anacobero en el diario El Nacional. Por este cuento –que desató polémica por el uso de «malas palabras»– Salvador Garmendia fue objeto de una denuncia del Bloque de Prensa Venezolano ante el Juzgado Segundo de Primera Instancia en lo Penal, por el delito de ultraje al pudor público, lesionador de los principios morales de la sociedad venezolana. Entre 1976 y 1978 escribe el guion de la película Fiebre, adaptación de la novela de Miguel Otero Silva, dirigido por Juan Santana; el libreto de la telenovela La hija de Juana Crespo; la versión para cine de Juan Topocho, cuento de Rafael Zárraga, dirigido por César Bolívar, y para la televisión La piel de zapa, adaptación de la novela de Honoré de Balzac. A mediados de la década, colabora periódicamente con artículos humorísticos en la revista El Sádico Ilustrado.

### Memorias de Altagracia (1974)
Durante su estadía en España, Salvador Garmendia presenta Memorias de Altagracia. Sobre su proceso creativo el autor comentaría:
«Una vez en España encontré que esa zona que yo apenas había entrevisto y en la cual no me había atrevido a penetrar totalmente se me iluminaba de golpe, y me vi con los recursos y los instrumentos en la mano para acometerla enseguida en forma total». Memorias de Altagracia servirá de transición tanto en el estilo como en la temática de sus novelas y relatos. Recuerdos de su infancia, como aquel personaje del Moncho Marinferínfero, el cual habría conocido en su ciudad natal en 1936; así como la unión de relatos cortos para la formación de la novela. Sobre esta obra el investigador Alberto Márquez apunta:

Memorias de Altagracia está construida como un mundo de pliegues concéntricos donde cada uno de los relatos, algunos completamente independientes, van descubriendo, revelando, los hechos más relevantes del narrador-protagonista. Todos ellos se encuentran hilvanados por la figura del narrador, por los personajes que se reiteran –tías y tíos, su primo Alí– y, sobre todo, por la omnipresencia de la ciudad Altagracia. Un mundo completamente circunscrito por los límites de la ciudad, pero abierto por esa otra dimensión, ese descosido en la tipografía del mundo que es la imaginación.

En 1982 la novela fue incluida en Letras Hispánicas dentro del género de obras clásicas de la literatura española y latinoamericana.

### Madurez literaria y fallecimiento (1980-2001)

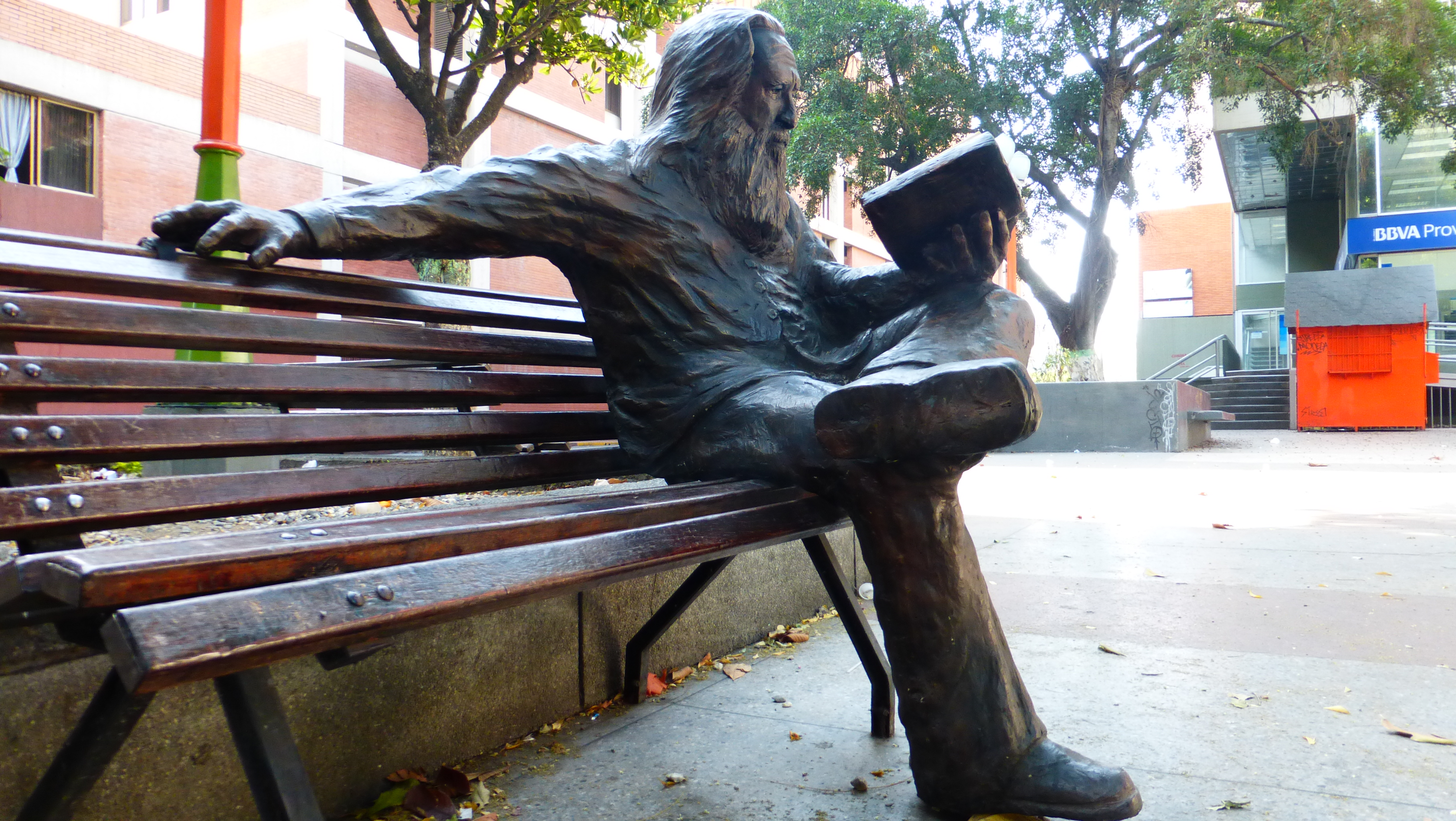
Salvador Garmendia por el escultor Rigoberto Navas en la Plaza de la Moneda de Barquisimeto

En 1981 Salvador Garmendia publica el libro de relatos El único lugar posible. Para 1982 aparece la segunda edición de La mala vida, con notables correcciones. En el mismo año, el cuento de Garmendia El peatón melancólico es objeto de un cortometraje por Luis Salamanca. En 1983 escribe el guion cinematográfico para la película La gata borracha, dirigida por Román Chalbaud. En 1984 es nombrado Consejero Cultural en la Embajada de Venezuela en Madrid y recibe la Beca Guggenheim, la cual sirve de apoyo para la escritura de la novela El capitán Kid. Dos años después aparecen los libros de cuentos Hace mal tiempo afuera y La casa del tiempo.
En 1987 se traslada de Madrid a Barcelona, con similar cargo diplomático. También escribe el prólogo de la Obra poética de Vicente Gerbasi, para la edición de cultura del Instituto de Cooperación Iberoamericana. En 1988 presenta la novela El capitán Kid y escribe periódicamente para la agencia de noticias EFE; dos de estos artículos aparecen en la Antología grandes firmas. A su vez, prologa la antología del poeta venezolano José Antonio Ramos Sucre para la editorial Siruela. En 1989 regresa a Venezuela, escribiendo nuevamente para la televisión. En el mismo año, gana el premio de Literatura latinoamericana y del Caribe Juan Rulfo, en su Mención Cuento con el relato: Tan desnuda como una piedra.
Garmendia inicia la década de los noventa publicando un compendio de las crónicas aparecidas en la revista El Sádico Ilustrado. Esta compilación llevará el nombre de Crónicas sádicas; ilustrada con dibujos de Pedro León Zapata. Al año siguiente, Monte Ávila Editores publica Cuentos cómicos, también aparece el libro de relatos La gata y la señora y la antología de cuentos Sobre la tierra calcinada, preparada por Juan Gustavo Cobo Borda. En diciembre, es elegido Pregonero Mayor de la Navidad Caraqueña de 1991. En 1996 Gana el Premio Dos Océanos del Festival Internacional de Biarritz, Francia; es nombrado director de la revista Imagen latinoamericana y escribe el guion del documental Isaías Medina Angarita, soldado de la libertad, dirigido por Carlos Oteyza. En este período Garmendia se caracteriza por la publicación de una serie de cuentos infantiles, entre estos destacan: Galileo en su reino (1994), El cuento más viejo del mundo (1997), Un pingüino en Maracaibo, El sapo y los cocuyos (ambos en 1998) y El turpial que vivió dos veces (2000).
En 1997 escribe los guiones de los documentales El General López Contreras y La voz del corazón, ambos dirigidos por Carlos Oteyza; además de esto, se desempeña como colaborador semanal en el diario El Nacional. Garmendia ya cuenta con más de siete décadas de vida para finales de los noventa. En 1998 publica el libro de relatos La media espada de Amadís. A partir de 1999 publica quincenalmente su columna Ojo de Buey en el Papel Literario del diario El Nacional. También en 1999, la Universidad del Zulia le confiere el doctorado honoris causa y presenta junto a Carlos Oteyza, el documental Caracas, crónica del siglo XX.
A principios de 2001, ya gravemente enfermo, participó en la selección y presentación de la colección Grandes Clásicos de la Literatura del diario El Nacional. Salvador Garmendia murió en Caracas en el 13 de mayo de 2001 a causa de una afección pulmonar. Garmendia, con 72 años, luchó contra un cáncer de garganta, además de padecer diabetes desde 1997, lo que agravó su salud en las últimas semanas. Su cuerpo descansa en el Cementerio del Este.
En el 2006 la Casa Nacional de las Letras Andrés Bello instaura el Premio Nacional de Narrativa Salvador Garmendia, resultando ganador el escritor venezolano Eloi Yagüe Jarque con la novela Cuando amas debes partir.

## Vida personal
Estuvo casado dos veces: con Amanda Collazos y con Elisa Maggi. Tuvo siete hijos.

## Obras
Novela
- El parque (1946)
- Los pequeños seres (1959)
- Los habitantes (1961)
- Día de ceniza (1964)
- La mala vida (1968)
- Los pies de barro (1973)
- Memorias de Altagracia (1974)
- El capitán Kid (1988)

Cuento
- Doble fondo (1965)
- Difuntos, extraños y volátiles (1970)
- Los escondites (1972)
- El brujo hípico y otros relatos (1979)
- Enmiendas y atropellos (1979)
- El único lugar posible (1981)
- Hace mal tiempo afuera (1986)
- La casa del tiempo (1986)
- Cuentos cómicos (1991)
- La gata y la señora (1991)
- La media espada de Amadís (1998)

Literatura infantil
- Galileo en su reino (1994)
- El cuento más viejo del mundo (1997)
- Un pingüino en Maracaibo (1998)
- El sapo y los cocuyos (1998)
- El turpial que vivió dos veces (2000)
- Mi familia de trapo (2002)
- La viuda que se quedó tiesa (2004)
- Mr. Boland (2014)

No ficción
- La novela en Venezuela (1967)
- Crónicas sádicas (1991)
- La vida buena (1995)

Recopilaciones, selecciones, antologías
- Los pequeños seres; Memorias de Altagracia; y otros relatos (1989)
- Sobre la tierra calcinada y otros cuentos (1991)
- Antología casual (1995)
- El gran miedo: vida(s) y escritura(s) (2004), Javier Lasarte Varcárcel, ed.
- El regreso (2004)
- El inquieto Anacobero y otros relatos (2004), Elisa Maggi, ed.
- Entre tías y putas (2008)
- Los peligros de Paulina y cuentos selectos (2014)
- Cuentos completos. Tres tomos (2016)

Obra póstuma
Los trabajos póstumos incluyen:
- No es el espejo (2002)
- Anotaciones en cuaderno negro (2003)
- Tan desnudas como casuales (2022)

## Premios
- Premio Nacional de Literatura (1973)
- Premio Juan Rulfo (1989)
- Dos océanos (Francia, 1996)